# Blair McDougall
Blair McDougall est un homme politique du Parti travailliste écossais et ancien conseiller politique qui est député d'East Renfrewshire depuis 2024. Il est surtout connu comme stratège en chef de la campagne Better Together lors du référendum sur l'indépendance de l'Écosse de 2014.

## Carrière
Il fait ses études à l'Université de Glasgow, où, en tant que président du Labour Club, il est le directeur de campagne de Ross Kemp lors des élections rectorales de 1999.
Il est ensuite président des étudiants travaillistes écossais de 2001 à 2003 avant de devenir conseiller spécial d'Ian McCartney, ministre du Commerce, des Affaires étrangères et du Commonwealth et de James Purnell, secrétaire d'État à la Culture, aux Médias et aux Sports dans les gouvernements de Tony Blair et Gordon Brown.
En 2006, il occupe le poste de représentant des jeunes au sein du Comité exécutif national du Parti travailliste.
Après la défaite du Parti travailliste aux élections générales de 2010, McDougall coordonne la campagne infructueuse de David Miliband pour la direction du parti. Il devient directeur de campagne de Better Together en 2012 qui se termine par le rejet de l'indépendance écossaise,. Après le vote « non » au référendum du 18 septembre 2014, McDougall explique qu’un élément clé du succès a été une recherche régulière et rigoureuse auprès des électeurs et des tests de messages.
En 2014, il occupe un poste de conseiller dans la campagne de Jim Murphy pour la direction du Parti travailliste écossais. Murphy perd ensuite son siège au profit du SNP lors des élections générales de 2015.
En avril 2017, McDougall est confirmé comme candidat du Parti travailliste écossais pour l'ancienne circonscription de Murphy, East Renfrewshire, aux élections générales de 2017,. Il arrive troisième à cette élection, avec 26,7 % des voix, soit une baisse de plus de 7 points du vote travailliste par rapport à l'élection de 2015, où Murphy est arrivé deuxième avec 34 % des voix.
En janvier 2020, la députée travailliste Jess Phillips embauche McDougall comme conseiller pour l'Écosse pour sa campagne infructueuse à la direction du parti.
McDougall annonce en juillet 2023 sa candidature pour East Renfrewshire aux élections générales de 2024 au Royaume-Uni,. Il est élu député d'East Renfrewshire en battant la sortante Kirsten Oswald.